# Pieces of a Man (Gil Scott-Heron)
Pieces of a Man è il secondo album dell'artista statunitense Gil Scott-Heron, pubblicato nel 1971 dall'etichetta di jazz Flying Dutchman Records.
L'album ottiene i favori della critica.
| Recensione          | Giudizio       |
| ------------------- | -------------- |
| AllMusic            | [ 1 ]          |
| Billboard           | [ 2 ]          |
| The Guardian        | [ 3 ]          |
| Melody Maker        | [ 4 ]          |
| Sputnikmusic        | [ 5 ]          |
| Uncut               | [ 6 ]          |
| Virgin Encyclopedia | [ 7 ]          |
| Ondarock            | Pietra miliare |

## Tracce
Lato 1
Testi di Gil Scott-Heron, Brian Jackson (tracce 5-6).
1. The Revolution Will Not Be Televised – 2:59
2. Save the Children – 4:55
3. Lady Day and John Coltrane – 3:10
4. Home Is Where the Hatred Is – 3:15
5. When You Are Who You Are – 3:01
6. I Think I'll Call It Morning – 3:45

Lato 2
Testi di Gil Scott-Heron, Brian Jackson.
1. Pieces of a Man – 4:22
2. A Sign of the Ages – 4:05
3. Or Down You Fall – 3:08
4. The Needle's Eye – 4:01
5. The Prisoner – 8:39